# Manel Oró i Comas
Manel Oró i Comas   (Barcelona, 3 de gener de 1909 - Barcelona, 11 de maig de 2002) fou un futbolista català de la dècada de 1930.

## Trajectòria
Nascut l'any 1909 al barri barceloní de La Sagrera i format en una penya de Sant Andreu, el seu primer club fou el CE Júpiter de La Verneda, on jugà fins al 1930, any en el qual fou adquirit per FC Barcelona. Al Barcelona només hi jugà una temporada, en la qual disputà setze partits amb un únic partit de lliga però guanyà el Campionat de Catalunya. Davant la manca d'oportunitats, la següent temporada ingressà al CE Sabadell on romangué fins al mes de desembre de 1932, quan fou fitxat pel RCD Espanyol, club al que defensà durant dues temporades i amb el qual disputà tres partits de lliga. A finals de l'any 1934 fitxà pel Reial Murcia, club on romangué fins a 1941, amb l'interí de la Guerra Civil, en que jugà a l'EC Granollers.
El 1942 retornà a Barcelona i es convertí en jugador entrenador de la UE Sant Andreu. Més tard jugà al CE Mataró. També dirigí el CE Manresa. Fou internacional amb la selecció catalana de futbol entre 1936 i 1937. El 19 de març de 1953, al Camp de La Maquinista, se celebrà una jornada d'homenatge a Manuel Oró, amb la disputa dels partits La Maquinista 2 - CE Europa 0 i UE Sant Andreu reserva 7 - UA Horta reserva 1.

## Palmarès
- Campionat de Catalunya de futbol:
  - 1930-31